# Olanda
L'Olanda è un'area geografica dei Paesi Bassi che corrisponde approssimativamente al territorio appartenuto all'antica Contea d'Olanda, ovvero alle due attuali province dell'Olanda Settentrionale e dell'Olanda Meridionale che insieme contano circa 7 000 000 abitanti.

## Nomenclatura
In molte lingue europee il toponimo "Olanda" e quelli corrispondenti vengono storicamente usati per indicare, con una sineddoche, i Paesi Bassi, in modo del tutto simile a quanto avviene con il termine Inghilterra, che spesso viene riferito a tutto il Regno Unito. Questo è comunemente accettato, soprattutto all'estero, ma alcuni dei suoi abitanti, residenti al di fuori di quest'area, non gradiscono l'utilizzo di "Olanda" in luogo di "Paesi Bassi" o lo trovano offensivo. Anche le istituzioni dei Paesi Bassi deprecano l'uso del termine Olanda per identificare la nazione.
Il motivo per cui con "Olanda", secondo il linguaggio comune, si identificano tutti i Paesi Bassi sta nel fatto che, a partire dall'unione delle Sette Province, l'Olanda è stata quella più popolosa, dove si riunivano gli Stati Generali della Repubblica e quella che, grazie alla forte economia, ha contribuito in modo preponderante alle finanze dell'unione. Nel XVII secolo i contributi della sola Olanda coprivano mediamente il 60% delle spese di tutta l'unione.
Il toponimo "Olanda" deriva dal proto-germanico Holtland ('terra boscosa'), divenuto più tardi Holland; esso si riferiva all'ampia foresta che si estendeva da 's-Gravenzande ad Alkmaar, chiamata semplicemente Die Hout ('Il Bosco'), la cui rimanente parte, peraltro di estensione molto ridotta, è tutt'oggi visibile nella città dell'Aia, presso il quartiere di Haagse Bos.

## Storia
All'epoca dell'arrivo dei Romani la zona era abitata da varie tribù germaniche e celtiche. L'area a sud del fiume Reno, la cui estremità settentrionale era più a nord dell'attuale, fu inclusa nella provincia della Gallia Belgica, poi Germania inferiore. L'Olanda costituiva l'estremo settentrionale continentale dell'Impero risultando divisa in due dal limes renano, situato in prossimità dell'attuale divisione tra Olanda settentrionale e Olanda meridionale. A partire dal VII secolo l'Olanda fu parte del Regno di Frisia fino alla dissoluzione dello stesso per mano dei franchi per entrare a far parte, nell'VIII secolo, dell'Impero carolingio.
Nel IX secolo i Gerulfingi fondarono la Contea della Frisia Occidentale che divenne, a seguito di ampliamenti dell'area di influenza, con l'ascesa al trono di Teodorico V d'Olanda, Contea d'Olanda, parte del Sacro Romano Impero. La contea seguì le vicende del resto dei Paesi Bassi, entrando a far parte dei Paesi Bassi borgognoni prima e delle Diciassette province poi. L'Olanda cessò di esistere come entità autonoma con la costituzione della Repubblica delle Sette Province Unite, creatasi a seguito delle rivolte avvenute contro il governatore Fernando Álvarez de Toledo. Con l'atto di abiura del 1581, Filippo II di Spagna rinunciò al dominio della Spagna sui Paesi Bassi e ne sancì l'indipendenza. Da allora la Contea d'Olanda continuò ad esistere solo come unità amministrativa.
A Gand era nato Carlo V e da «questa regione provenivano molti dei suoi consiglieri. Ma soprattutto era da qui che egli aveva tratto le sue ricchezze e il credito con cui alimentava la sua azione di governo e le sue guerre». Dopo l'abdicazione nel 1556  «gli interi Paesi Bassi erano in rivolta contro il suo erede e contro la dominazione spagnola». Ciò portò le province del Nord, specie l'Olanda e la Zelanda, a iniziare la separazione da quelle del Sud che diventa definitiva di fatto nel 1609, ratificata poi «dai grandi trattati del 1648 che ponevano fine alla Guerra dei Trent'anni. Il regno borgognone asburgico scompariva per dare luogo a due stati distinti», gli attuali Paesi Bassi, ovvero l'Olanda, e il Belgio. Nella fase del Siglo de Oro, è stato scritto, che gli olandesi furono oltremodo valorosi e laboriosi pur avendoci lasciato un'arte serena e spensierata nella descrizione del suo popolo.
Formalmente la Contea d'Olanda continuò ad esistere fino al 1795, quando con la rivoluzione batava la Repubblica delle Sette Province Unite, rimpiazzata dalla Repubblica Batava, cessò di esistere.
Tra il 1806 e il 1810 il nome Olanda per uno stato sovrano fu utilizzato da Napoleone che col Regno d'Olanda creò uno stato fantoccio affidato al suo terzo fratello, Luigi Bonaparte ma che, a dispetto del nome, si estendeva su un'area molto più vasta dell'Olanda stessa.
Dopo il 1813 l'Olanda fu nuovamente una provincia, questa volta del Regno Unito dei Paesi Bassi. Nel 1840 il territorio fu diviso in due parti corrispondenti alle attuali province dell'Olanda Settentrionale e dell'Olanda Meridionale.

## Geografia
È situata nella parte occidentale dei Paesi Bassi e ha una superficie di 7494 km². Il clima è marittimo temperato con precipitazioni variabili, improvvise e molto frequenti; le estati sono fresche e gli inverni freddi con gelate. Regione marittima, l'Olanda si affaccia sul Mare del Nord tra le foci del Reno e della Mosa. È attraversata da numerosi fiumi e vi sono molti laghi. Inoltre ha un esteso sistema di acque interne costituito da canali, molti dei quali navigabili. La regione si affaccia ad est sull'IJsselmeer e confina con altre quattro province dei Paesi Bassi.
È protetta dal mare da una lunga linea di dune costiere. Gran parte delle aree alle spalle delle dune è costituita da polder sotto il livello del mare. Il punto più basso è un polder presso Rotterdam, la cui altitudine è di circa sette metri sotto il livello del mare. Per consentire l'esistenza di queste terre è necessario un continuo pompaggio dell'acqua, cosa che in passato avveniva attraverso i mulini a vento, che caratterizzano tutt'oggi il paesaggio.

### Città principali
Fra le città maggiori conta le 3 più popolose dei Paesi Bassi: Amsterdam, la capitale e centro finanziario del paese; Rotterdam, il più grande porto d'Europa, e L'Aia, sede delle istituzioni governative del paese e di molte istituzioni internazionali. La tabella riporta i principali centri urbani della regione olandese con il numero di abitanti superiore a 100 000 (i dati sulla popolazione sono del 2011):
| № | Città                                          | Popolazione della municipalità | Popolazione dell'area urbana        | Provincia             |
| - | ---------------------------------------------- | ------------------------------ | ----------------------------------- | --------------------- |
| 1 | Amsterdam                                      | 779 808                        | 1 525 081                           | Olanda Settentrionale |
| 2 | Rotterdam                                      | 610 386                        | 1 023 648                           | Olanda Meridionale    |
| 3 | L'Aia (Capoluogo dell'Olanda Meridionale)      | 495 083                        | 1 026 469                           | Olanda Meridionale    |
| 4 | Haarlem (Capoluogo dell'Olanda Settentrionale) | 150 670                        | 414 364                             | Olanda Settentrionale |
| 5 | Haarlemmermeer                                 | 143 374                        | Parte dell'area urbana di Amsterdam | Olanda Settentrionale |
| 6 | Zoetermeer                                     | 121 911                        | Parte dell'area urbana de L'Aia     | Olanda Meridionale    |
| 7 | Dordrecht                                      | 118 810                        | 283 558                             | Olanda Meridionale    |
| 8 | Leida                                          | 117 915                        | 338 181                             | Olanda Meridionale    |